# Chris Steele
Chris Steele (Fort Worth, 17 marzo 1966) è un regista, sceneggiatore ed ex attore pornografico statunitense, che lavora nel campo della pornografia gay.

## Biografia
Nato e cresciuto a Dallas in Texas, ha frequentato la MacArthur High School. Inizia lavorando come cameriere in un locale gay della zona di Dallas, nel giro di poco tempo viene promosso a direttore del locale. Negli anni seguenti gestisce diversi locali fino al 1994 quando apre un locale tutto suo chiamato "Moby Dick".
Nel 1998 compie il grande balzo e debutta nell'industria della pornografia gay, lavorando come porno attore esclusivo di Studio 2000 nei film Cadet, Night Riders, Uncle Jack, e Czech Point, quest'ultimo film, dalle ambientazioni militari, lo vede esibirsi con Pavel Novotný. Dal 1998 al 2005 ha partecipato a circa 20 film per case di produzione come Titan Media, Falcon Studios, Raging Stallion e molte altre, guadagnandosi numerose candidature a premi del settore, vincendo nel 2001 un GayVN Award per la miglior scena di sesso con Michael Soldier in Cop Gone Bad. Steele si è esibito esclusivamente come attivo anche se praticava anche sesso orale da passivo.
Nel 2001 parallelamente alla carriera di porno attore inizia a scrivere sceneggiature e dirigere film hard per i Falcon Studios, contribuendo a lanciare le carriere di porno atti come Roman Heart, Erik Rhodes, Derrick Vinyard e molti altri. Nel 2004 si ritira definitivamente come porno attore e lavora esclusivamente come regista e sceneggiatore, nello stesso anno viene inserito nella Wall of Fame come leggenda della pornografia.
Nel 2006 dietro lo pseudonimo di Austin Deeds ha vinto uno Adult Erotic Gay Video Awards per la miglior sceneggiatura del film hard diviso in due parti, The Velvet Mafia.
Attualmente vive a Studio City, in California, è socio degli studios Jet Set Men dove cura tutti gli aspetti della realizzazione di un film porno, dal casting fino alla commercializzazione.
Nel 2009 viene inserito nella Hall of Fame dei GayVN Award, riconoscimento conferito per il suo contributo nella pornografia gay.

## Filmografia

### Attore
- Uncle Jack (1998) - Studio 2000
- Trust Me (1999) - Studio 2000
- Czech Point (1999) - Studio 2000
- Night Riders (1999) - Studio 2000
- Cadet (1999) - Studio 2000
- Steele Ranger (1999) - Rascal Video
- Sex Pack 4: Porn Noir (2000) - Raging Stallion Studios
- Seven Deadly Sins: Pride (2000) - All Worlds Video
- Polish Steele (2000) - Pink Video
- Shock (2000) - Mustang
- Glory Holes of Chicago (2000) - Oh Man! Studios
- Heat (2000) - Titan Men
- Lumberjacked (2001) - Mustang
- Cops Gone Bad (2001) - Raging Stallion Studios
- The Coach (2001) - Pacific Sun
- Deep South: Part 1 (2002) - Falcon Studios
- Deep South: Part 2 (2002) - Falcon Studios
- Aftershock: Part 2 (2002) - Mustang
- Rear Factor (2003) - All Worlds Video
- Hard Mechanics (2003) - Massive Studios
- Trucker (2003) - Massive Studios
- In Bed With (2004) - Channel 1 Releasing
- Seven Deadly Sins: Redemption (2004) - All Worlds Video

### Regista
- Taking Flight: Part 1 (2004) - Falcon Studios
- Taking Flight: Part 2 (2004) - Falcon Studios
- Cross Country: Part 1 (2005) - Falcon Studios
- Cross Country: Part 2 (2005) - Falcon Studios
- Flex (2005) - Jocks
- From Top To Bottom (2006) - Falcon Studios
- Big Dick Club (2006) - Falcon Studios
- Spokes III (2006) - Falcon Studios
- Riding Hard (2007) - Falcon Studios
- Dripping Wet (2007) - Falcon Studios
- The Velvet Mafia: Part 1 (2007) - Falcon Studios
- The Velvet Mafia: Part 2 (2007) - Falcon Studios
- Cock Tease (2007) - Jet Set Men
- Just Add Water (2007) - Jet Set Men
- On Fire! (2007) - Jet Set Men
- Hot Cops: Most Wanted (TBA) - Centaur Films
- The Farmer's Son (2007) - Falcon Studios
- Slide (2008) - Jet Set Men
- Jock Tease (2008) -Jet Set Men
- Hung Country for Young Men (2008) - Jet Set Men
- Ass Crusin' with Aaron James (2008) - Jet Set Men
- Big Dick Society (2008) - Jet Set Men

## Premi
- GayVN Awards 2003 - Miglior scena di sesso - Duo (con Michael Soldier)
- Grabby Award Wall of Fame nel 2004
- GayVN Award Hall of Fame nel 2009
- JRL Gay Film Awards 2010 - Best Screenplay of the Year[3]